# Министерство труда и пенсий Великобритании
Министерство труда и пенсий Великобритании является крупнейшим правительственным министерством в Соединенном Королевстве, было создано 8 июня 2001 года путём слияния области занятости Министерства образования и занятости и Министерства социальной защиты. Министерство возглавляет государственный секретарь по вопросам труда и пенсий, член Кабинета министров. Общий годовой бюджет Министерства на 2011-12 гг. составляет £ 151 600 000 000, что составляет приблизительно 28 % от общих расходов правительства Великобритании. Министерство тратит намного большую часть национального бюджета, чем любое другое министерство в Великобритании, с большим отрывом.

## Роль
Министерство несет ответственность за соц обеспечение и пенсионную политику. Его ключевой целью является «помочь своим клиентам стать финансово независимым и помочь уменьшить уровень детской бедности».